# Elisabeta Guzganu
Elisabeta Guzganu (* 8. August 1964 in Bukarest als Elisabeta Tufan) ist eine ehemalige rumänische Florettfechterin.

## Erfolge
Elisabeta Guzganu nahm an drei Olympischen Spielen teil. 1984 in Los Angeles erreichte sie im Einzel das Halbfinale, das sie gegen Luan Jujie verlor. Auch im Gefecht um Bronze gegen Dorina Vaccaroni unterlag sie. In der Mannschaftskonkurrenz zog sie ungeschlagen ins Finale um die Goldmedaille ein, in dem sich die rumänische Equipe gegen Deutschland mit 5:9 geschlagen geben musste. Gemeinsam mit Marcela Moldovan-Zsak, Aurora Dan, Rozalia Oros und Monika Weber erhielt sie daher die Silbermedaille. Vier Jahre darauf in Seoul belegte sie im Einzel den 18. Rang. Bei den Olympischen Spielen 1992 in Barcelona erreichte sie im Einzel Rang 21. In der Mannschaftskonkurrenz holte sie mit Laura Badea-Cârlescu, Roxana Dumitrescu, Claudia Grigorescu und Reka Szabo Bronze. Sie wurde mit der Mannschaft darüber hinaus 1994 in Athen Weltmeisterin und gewann zwischen 1987 und 1995 weitere drei Silbermedaillen.